# Gen supresor tumoral

Modelos de supresor tumoral.

Un gen supresor tumoral es un gen que reduce la probabilidad de que una célula en un organismo multicelular se transforme en una célula cancerosa. Los genes supresores de tumores se encuentran en las células normales y generalmente inhiben la proliferación celular excesiva. Una mutación o una deleción de un gen supresor tumoral, aumentará la probabilidad de que se produzca un tumor, al perder su función. De esa manera, un gen supresor tumoral alterado es similar a un oncogén.
En las células normales, las proteínas codificadas por los genes supresores de tumores detienen la progresión del ciclo celular en respuesta a un daño en el ADN o a señales de supresión del crecimiento provenientes del medio extracelular(inhibición por contacto). Cuando los genes supresores de tumores están mutados o son inactivos, las células no pueden responder normalmente a los puntos de control del ciclo celular, o son incapaces de realizar muerte celular programada si el daño del ADN es demasiado importante. Esto conduce a un incremento en las mutaciones y a la incapacidad de la célula de dejar el ciclo celular cuando debería convertirse en quiescente. Cuando los dos alelos de un gen supresor de tumores son inactivos, y hay otros cambios en la célula que la mantienen creciendo y dividiéndose, las células pueden convertirse en tumorigénicas.
En muchos tumores, estos genes están ausentes o inactivados, por lo que no intervienen reguladores negativos de la proliferación celular, lo que contribuye a la proliferación anormal de las células tumorales.
A diferencia de los oncogenes (que producen tumores por activación de los protooncogenes normales presentes en la célula), los genes supresores de tumores intervienen en el proceso tumoral si sufren mutaciones que los inactivan, es decir, si se produce una pérdida de función; este tipo de mutación tiene un efecto recesivo, ya que para eliminar la actividad, tienen que estar mutados los dos alelos (véase también Hipótesis de Knudson). Por esta razón, los genes supresores de tumores se denominan a veces genes tumorales recesivos.

## Identificación de los genes de supresión de tumores
Los primeros datos acerca de estos genes se obtuvieron a partir de experimentos de hibridación de células somáticas. La fusión de células normales con células tumorales dio como resultado células híbridas, que contenían los cromosomas de ambos progenitores. En muchos casos, las células híbridas no eran capaces de formar tumores en animales. Por lo tanto, parecía que había genes procedentes del progenitor celular normal que suprimían el desarrollo del tumor, pero la caracterización bioquímica de genes a nivel molecular se hizo a partir del análisis de formas hereditarias poco frecuentes de cáncer en humanos.
El modelo de funcionamiento de los genes supresores de tumores fue propuesto en primer lugar por Alfred Knudson en la década de 1970, para explicar el mecanismo hereditario del retinoblastoma, una enfermedad autosómica dominante. Knudson propuso que, en las familias afectadas por la forma hereditaria de retinoblastoma, se produce un primer evento (primer hit) en la línea germinal que inactiva uno de los dos alelos de RB1. Como el otro alelo permanecería activo, esto sólo produciría una disminución del 50% en la cantidad de proteína activa, lo cual tiene un efecto despreciable. Knudson propuso entonces que debe producirse la pérdida del segundo alelo de RB1 (segundo hit) en un tejido somático para que se desarrolle un tumor en el mismo. Esto conduce a una paradoja: aunque la transmisión de la predisposición a desarrollar un tumor es dominante (porque basta un alelo mutado parta transmitir la predisposición), el desarrollo del tumor en sí mismo es recesivo (porque hacen falta dos alelos mutados para producir el tumor). El gen RB1 (que se encuentra localizado en 13q14.1-q14.2) fue clonado en 1986, uno de los primeros éxitos del método de clonaje posicional. Como predecía la hipótesis de Knudson, cuando se analizaron tumores de retinoblastoma utilizando cDNA como sonda en Northern blots, se observó que había tumores en los que el ARN mensajero estaba completamente ausente, mientras que en otros se observaba un ARNm de tamaño anormal. En otros casos, el tamaño del ARNm aparecía normal, pero la secuenciación del mismo reveló la presencia de mutaciones puntuales que afectaban a la función de la proteína. En ningún caso se observaron ARNm normales de RB1 en tumores de retinoblastoma.

## Funciones de los productos de los genes supresores de tumores
Las proteínas codificadas por la mayoría de los genes supresores de tumores inhiben la proliferación o la supervivencia de la célula. Por lo tanto, la inactivación de los genes supresores de tumores conduce al desarrollo del tumor eliminando proteínas de regulación negativa. En varios casos las proteínas supresoras de tumores inhiben las mismas vías reguladoras que se activan por los productos de los oncogenes.
Varios genes supresores de tumores codifican proteínas reguladoras de transcripción.
Otros de los productos de estos genes regulan la progresión del ciclo celular siendo capaces de actuar como oncogenes.
Los productos de los genes supresores de tumor inhiben la proliferación celular, por lo que su pérdida funcional da lugar a que la célula prolifere con más facilidad.
Los productos de estos genes actúan a través de mecanismos muy diversos: 
- Inhibiendo la progresión de las células a través del ciclo celular.
- Haciendo que las células entren en apoptosis.
- Manteniendo la estabilidad del genoma (replicación, reparación y segregación).

A diferencia de los protooncogenes, en los genes de supresión tumoral es necesario que los dos alelos estén inactivados para que se altere el comportamiento celular. Los genes supresores de tumores pertenecen a distintos tipos de proteínas, como factores de crecimiento, de adhesión celular, control del ciclo celular, factores de transcripción, reparación del ADN…
Actualmente se conocen tres formas de inactivación de estos genes: 
- Por mutaciones puntuales; las más frecuentes son las que conducen a cambios en el marco de lectura del gen, mutaciones que conducen a codones de parada (codones STOP) y mutaciones de cambio de aminoácido.
- Por deleción; con frecuencia, la deleción incluye además a genes vecinos del gen supresor de tumor.
- Por metilación. La citosina del ADN puede metilarse si se encuentra en una posición anterior a una guanina. Esta secuencia CpG (p=fósforo) se repite en unas regiones llamadas islas CpG, que se encuentran en las regiones promotoras de los genes llamados housekeepers o genes que se expresan en todas las células. Si estas regiones se metilan, no permiten la expresión del gen por lo que en la práctica el resultado es el mismo que si no estuviese el gen o estuviese mutado.

La contribución de estos genes a la supresión de tumores se realiza básicamente de tres maneras:
1. Represión de los genes que son esenciales en la continuación del ciclo celular. Si estos genes no se expresan, el ciclo de la célula se detendrá, y efectivamente se inhibirá la división de la célula.
2. Relación entre el ciclo celular y el daño en el ADN. Cuantas más lesiones existan en el ADN menos se dividirá la célula, ya que las alteraciones en el ADN se detectan por los puntos de control del ciclo celular, que producen una parada en la progresión del ciclo. Si el daño puede ser reparado, la célula puede continuar su progresión a través del ciclo celular y dividirse.
3. Si el daño no puede ser reparado, la célula debe iniciar la apoptosis, la muerte celular programada, para eliminar la amenaza que representa para la mayor parte del organismo: si adquiere mutaciones tumorigénicas y se divide, pasará las nuevas características a las células hijas, aumentando la población de células peligrosas.

Como los oncogenes, los genes supresores de tumores tienen funciones diversas en la regulación del crecimiento, la diferenciación celular y la muerte celular programada (apoptosis).

## Papel de los oncogenes y de los genes supresores en el desarrollo de un tumor
El desarrollo del cáncer es un proceso con numerosas etapas en el que las células sanas progresan de forma gradual hasta convertirse en células cancerosas. En estas etapas, tanto la activación de los oncogenes como la inactivación de los genes supresores de tumores son pasos críticos en la iniciación y progresión del tumor. Con el paso del tiempo, el daño acumulado en varios genes es el responsable del incremento de la capacidad de proliferar, de invadir otros tejidos y de generar metástasis, característico de células cancerosas.
Donde mejor se entiende el papel que desempeñan las numerosas alteraciones genéticas es en los carcinomas del colon. Estos tumores implican mutaciones de oncogenes o genes supresores de tumores con cuatro actividades distintas:
- Oncogenes ras o raf que afectan a la vía ERK.
- Proteínas supresoras de tumores implicadas en la señalización de TGF-β.
- Componentes supresores de tumores de la vía Wnt.
- p53.

Con las diversas lesiones que se han visto en muestras quirúrgicas del desarrollo del cáncer de colon, se pueden relacionar las alteraciones genéticas con los distintos estadios de la progresión tumoral.

## Tipos de genes supresores según su función

### Genes supresores de tumores “guardianes” (gatekeepers)
Se encuentran en los síndromes de cáncer hereditario autosómico dominantes. Su función es regular directamente el crecimiento celular. Bloquean el desarrollo de tumores al regular la transición de las células a través de los puntos NO de control existentes en el ciclo celular o mediante la estimulación de la muerte celular programada, con control de la división y la supervivencia celulares. Las mutaciones con pérdida de función en los genes guardianes dan lugar a una mutación celular incontrolada. 
Los genes supresores de tumores guardianes codifican:
- Los reguladores de diversos puntos de control del ciclo celular.
- Los mediadores de la muerte celular programada.

#### Retinoblastoma: RB1
El retinoblastoma es el prototipo de las enfermedades debidas a la mutación en un gen de supresión tumoral; es un tumor infrecuente que se origina en la retina de los lactantes y que tiene una incidencia de aproximadamente 1/20.000 recién nacidos. 
Puede ser hereditario en el 40% de los casos; estos niños heredan un alelo mutante (primer evento o hit) en el locus retinoblastoma (RB1) a través de las células germinales. Una mutación somática o cualquier otra alteración en una única célula de la retina da lugar a la pérdida de la función del alelo normal restante, lo que inicia el desarrollo de un tumor. Este trastorno se hereda de manera dominante debido a la presencia de un elevado número de retinoblastos primordiales y su rápida tasa de proliferación, lo cual hace que sea muy probable que se produzca una mutación somática (segundo hit) en uno o más de los retinoblastos existentes. Dado que las posibilidades del segundo evento en la forma hereditaria son tan elevadas, este evento ocurre con frecuencia en más de una célula, de manera que los heterocigotos para esta enfermedad sufren a menudo tumores múltiples que afectan a ambos ojos. Por otro lado, la aparición del segundo evento es un fenómeno de tipo casual y no ocurre en todos los casos; por lo tanto, la penetrancia del gel del retinoblastoma es elevada aunque incompleta.
El 60% restante de los casos es de carácter esporádico (no hereditario), en este caso ambos alelos RB1 de una célula han sido inactivados de forma independiente. Generalmente, el retinoblastoma sólo se localiza en un ojo. Una diferencia entre los tumores hereditarios y esporádicos es el hecho de que la edad promedio de los pacientes cuando se inicia la forma esporádica pertenece a la primera niñez, es decir, más tarde que la de los lactantes con la forma hereditaria.
Por otro lado, aunque Rb se identificó en un cáncer infantil poco común, también interviene en algunos tumores más comunes de los adultos. El gen Rb es inactivo en carcinomas de vejiga, mama y pulmón. Así, mutaciones del gen Rb contribuyen al desarrollo de una parte importante de los cánceres humanos más comunes. Además, la proteína Rb es una diana importante de las proteínas oncogénicas de varios virus tumorales de ADN, como el virus del papiloma humano.
Es una proteína supresora de tumores que controla el punto de control G1/S del ciclo celular.
Este gen se localiza en el cromosoma 13. 
El producto del gen RB1, es una fosfoproteína denomina p110 Rb1 que presenta hipofosforilación y después hiperfosforilación en las diferentes etapas del ciclo celular. En su estado hipofosfatado bloquea la progresión del ciclo celular en el límite entre las fases G1 y S, inhibiendo el inicio de la fase S mediante su unión a factores de transcripción que estimulan la síntesis de DNA, con inactivación de los mismos. A medida que la proteína se va fosforilando, libera sus elementos de unión a proteínas facilitando el inicio de la fase S en la célula; después sufre una desfosforilación progresiva durante el curso del ciclo celular, lo que hace que vuelva a bloquear el inicio de la fase S en el ciclo celular siguiente. La pérdida de este gen priva a las células de un punto de control mitótico importante y permite la proliferación incontrolada. Así, el gen RB1 es un gen supresor de tumor guardián prototípico.
Al hacer investigaciones sobre los polimorfismos del ADN en la región cercana al locus RB1 se vio que los niños con retinoblastoma que son heterocigotos en loci polimórficos cercanos al gen RB1 en los tejidos normales, presentaban tumores que contenían alelos correspondientes a sólo uno de sus dos cromosomas 13 homólogos, lo que revela una pérdida de heterocigosis. Este es el fenómeno de mutación tumoral del segundo alelo, el silvestre. Es un paso esencial para la expresión de los cánceres hereditarios. La pérdida de heterocigosidad es el mecanismo mutacional más habitual a través del cual se altera en los heterocigotos la función del alelo RB1 normal restante. La pérdida de heterocigosidad puede ser debida a deleción completa del cromosoma 13 o deleción intersticial, aunque también hay otros mecanismos como la recombinación mitótica o la no disyunción.

#### Síndrome de Li-Fraumeni: TP53
Hay “cánceres familiares” infrecuentes en los que existe una historia de muchas formas diferentes de cáncer, con afectación de diversos familiares a edades tempranas, y con transmisión hereditaria mediante un patrón autosómico dominante. Este fenotipo de gran variabilidad recibe el nombre de síndrome de Li-Fraumeni (LFS, Li-Fraumeni syndrome). Se ha comprobado que los miembros afectados de las familias con LFS son portadores de una forma mutante del gen TP53 en forma de una mutación en las células germinales. Dado que el gen TP53 queda inactivado en las formas esporádicas de muchos de los cánceres que aparecen en el LFS, se considera que es un candidato al gen defectuoso causante del LFS.
Este gen codifica la proteína p53 que es una proteína de unión al ADN y es un componente importante de la respuesta celular frente a la lesión del propio ADN. Además es un factor de transcripción que activa la trascripción de genes que interrumpen la división celular y que facilitan la reparación de las alteraciones del ADN. La p53 también está implicada en la inducción de la apoptosis en células que han sufrido una lesión irreparable del ADN. Por tanto, la pérdida de la función de esta proteína permite la supervivencia de las células con ADN alterado, lo que da lugar a una posible propagación de mutaciones oncogénicas. Por ello, el gen TP53 se conoce como el "guardián del genoma".

#### Neurofibromatosis tipo 1: NF1
La NF1 es una enfermedad autosómica bastante frecuente que afecta al sistema nervioso periférico y se caracteriza por la aparición de un elevado número de neurofibromas benignos. También hay algunos tumores malignos poco frecuentes que presentan una mayor incidencia en una minoría de pacientes con NF1. Entre los tumores malignos se pueden destacar: el neurofibrosarcoma, el astrocitoma, los tumores malignos originados en las células de Schwann y la leucemia mieloide crónica infantil; estos tumores son infrecuentes en los pacientes sin NF1. El crecimiento celular anómalo observado en la NF1 sugiere que el gen normal puede actuar en la regulación de la división celular en el tejido neural.
El gen NF1 se localiza en el cromosoma 17. El producto normal producido por este gen interacciona con un miembro desconocido de la familia de genes RAS para la regulación de la actividad proliferativa en las células normales. El gen NF1 mutante puede ser incapaz de regular el crecimiento en las células normales de las que derivan los neurofibromas, lo que produce un crecimiento excesivo con formación de tumores. Por tanto, el gen NF1 es un gen supresor de

### Genes “cuidadores” o “de mantenimiento” (caretakers)
Se encuentran en los síndromes de cáncer autosómico dominante. Están implicados en la reparación de las alteraciones del ADN y en el mantenimiento de la integridad del genoma. La pérdida de función de los genes cuidadores permite la acumulación de mutaciones en los oncogenes y en los genes guardianes, lo que da lugar, en conjunto, a la iniciación y la promoción del cáncer. 
Los genes supresores de tumores cuidadores codifican:
- Las proteínas responsables de la detección y la reparación de las mutaciones.
- Las proteínas implicadas en las disyunciones cromosómicas normales durante la mitosis.
- Los componentes del dispositivo de muerte celular programada.

#### Cáncer de mama familiar: BRCA1 y BRCA2
El cáncer de mama tiene un fuerte componente genético; el riesgo de cáncer de mama en una mujer aumenta hasta 3 veces si se tiene un familiar afectado en primer grado y hasta 10 veces si se tiene más de un familiar en primer grado afectado por esta enfermedad. 
Estudios de ligamiento genético efectuados en familias con cáncer de mama familiar y de inicio en edades tempranas dieron lugar al descubrimiento de mutaciones en dos genes que incrementan la susceptibilidad frente al cáncer de mama, BRCA1 en el cromosoma 17 y BRCA2 en el cromosoma 13. En conjunto, ambos loci explican aproximadamente la mitad y la tercera parte de los casos de cáncer de mama familiar con transmisión dominante. Las mutaciones en estos genes también se asocian a un incremento en el riesgo de cáncer ovárico en los heterocigotos de sexo femenino.
Los productos de estos genes son proteínas nucleares contenidas en el mismo complejo multiproteico. Este complejo está implicado en la respuesta celular frente a las fragmentaciones del ADN bicatenario. El tejido tumoral de los heterocigotos para las mutaciones BRCA1 y BRCA2 muestran pérdida de heterocigosidad con pérdida del alelo normal.

#### Cáncer de colon familiar: APC,MLH,MSH2y MSH6
1. Poliposis de colon familiar: el cáncer colorrectal es un tumor maligno del epitelio del colon y del recto, y constituye una de las formas más frecuentes de cáncer. Una pequeña proporción de casos de cáncer de colon se debe al trastorno autosómico dominante denominado poliposis adenomatosa familiar (FAP, familial adenomatous polyposis) y a una variante del mismo, el síndrome de Gardner. El gen responsable es el APC, que se localiza en el cromosoma 5. Este gen codifica una proteína citoplasmática que regula la proteína bifuncional denominada β-catenina. Esta proteína actúa como enlace entre la porción citoplásmica de las moléculas de adhesión celular transmembrana y el esqueleto de [actina], y también es un activador de la transcripción. En condiciones normales, cuando el epitelio colónico permanece intacto y no es necesaria la proliferación celular, la mayor parte de la β-catenina se encuentra formando un complejo proteico de gran tamaño. El gen APC induce la fosforilación y la degradación de la β-catenina no ligada al complejo, lo que hace que las concentraciones de esta proteína libre en la célula sean bajas. La pérdida del gen APC provoca la acumulación de β-catenina citoplasmática libre que sufre translocación hacia el núcleo, donde activa la transcripción de genes de proliferación celular. Por tanto el APC es un gen supresor de tumores guardián.
2. Cáncer de colon hereditario no asociado a poliposis (HNPCC): se caracteriza por la transmisión autosómica dominante del cáncer de colon, que se inicia durante la etapa adulta aunque a una edad joven y sin asociación con los pólipos adenomatosos que se observan en la FAP. El HNPCC es un grupo de cinco síndromes cancerosos familiares causados por mutaciones en uno de cinco genes específicos de reparación del ADN responsables de la reconstitución de los segmentos de ADN en los que se ha producido una alteración en el emparejamiento de bases. Los genes MLH, MSH2 y MSH6 son responsables en conjunto de la mayor parte de los HNPCC. Los genes HNPCC son genes supresores de tumores prototípicos. El patrón hereditario autosómico dominante del HNPCC tiene lugar a través de la herencia de un alelo mutante seguido de la mutación o inactivación del alelo normal restante en una célula somática. A nivel celular, el fenotipo más llamativo de las células que carecen de ambos alelos en uno de estos genes causa un aumento en el número de mutaciones puntuales y en la inestabilidad de los segmentos de ADN que contienen secuencias repetitivas únicas, como los polimorfismos microsatélite. Se considera que el ADN microsatélite es muy vulnerable a la incorrección en el emparejamiento de las bases debido a que cuando se sintetizan secuencias de repetición de ADN cortas en tándem es más fácil que se produzca una deslizamiento de la cadena molde.

### Genes “cuidadores” en los síndromes de inestabilidad cromosómica autosómico recesivos
Estos trastornos autosómicos recesivos, como la xerodermia pigmentosa, la anemia de Fanconi… se deben a la pérdida de función de proteínas necesarias para la reparación o replicación normales del ADN. Por tanto, los genes alterados en los síndromes de inestabilidad cromosómica pueden ser contemplados como genes supresores de tumores cuidadores.
Aunque los síndromes de inestabilidad cromosómica son trastornos autosómicos recesivos infrecuentes, los heterocigotos para estos defectos genéticos son más habituales y parecen presentar un incremento en el riesgo de tumores malignos.

### Genes supresores de tumores involucrados en la regulación de la cromatina
Además de los genes supresores de tumores que protegen contra mutación o la instabilidad del ADN, hay otros tipos que funcionan por regular el estado de la cromatina o la transcripción. Cuando estos tipos de genes están mutados, se expresan o se reprimen otros genes que contribuían al desarrollo de cáncer. Por esta razón, hay una amplia clase de genes supresores de tumores que normalmente funcionan en la esfera de la epigenética.
Por ejemplo, la metilación del ADN es un regulador muy importante en la transcripción de los genes. Específicamente, la hipermetilación del ADN es una de las mayores modificaciones epigenéticas responsable de reprimir la transcripción vía región promotora de los genes supresores de tumores. En glioblastoma, la mutación del gen IDH1 causa un gran amplificación de metilación del ADN, que afecta la expresión de muchos otros genes que, finalmente, causan el cáncer. También hay ejemplos de aberraciones que afectan las histona metiltransferasas (e.g., MLL), el complejo remodelador de la cromatina SWI/SNF, y varias otras proteínas que reprimen a otros genes (e.g., Polycomb). El desarrollo de tratamientos contra el cáncer basados en estas mutaciones representa un objetivo muy importante en el campo de la medicina precisa.

## Ejemplos de genes supresores de tumores
| GEN              | TIPO DE CÁNCER                                                             |
| ---------------- | -------------------------------------------------------------------------- |
| RB1              | Retinoblastoma, carcinoma microcítico pulmonar, carcinoma mamario          |
| TP53             | Síndrome de Li Fraumeni                                                    |
| DCC              | Cáncer colorrectal                                                         |
| MLH1, MSH2, MSH6 | HNPCC                                                                      |
| CDKN2A           | Melanoma familiar                                                          |
| ARID1A           | Cáncer colorrectal                                                         |
| ATM              | Ataxia telangiectasia; prueba de implicación directa en el cáncer de mama. |
| CHK2             | Cáncer pulmonar, cáncer de mama                                            |
| DPC4             | Poliposis juvenil                                                          |
| APC              | Carcinoma de colon/recto                                                   |
| BRCA1            | Carcinomas de mama y ovario                                                |
| BRCA2            | Carcinoma de mama                                                          |
| INK4             | Melanoma, carcinoma de pulmón, tumores cerebrales, leucemias, linfomas     |
| NF1              | Neurofibromatosis-1                                                        |
| NF2              | Neurofibromatosis-2                                                        |
| PTCH             | Carcinoma de las células basales                                           |
| PTEN             | Tumores cerebrales, melanoma, carcinomas de vejiga, pulmón y mama          |
| Smad2            | Carcinoma de colon/recto                                                   |
| Smad4            | Carcinoma de colon/recto, carcinoma pancreático                            |
| SMARCA4          | Cáncer de pulmón                                                           |
| SMARCB1          | Tumor rabdoide del riñón                                                   |
| PBRM1            | Carcinoma renal                                                            |
| TβRII            | Carcinoma de colon/recto, carcinoma gástrico                               |
| VHL              | Carcinoma de células renales                                               |
| WT1              | Tumor de Wilms                                                             |